# Mienie państwowe
Mienie państwowe – własność i inne prawa majątkowe, przysługujące państwu (uosabianemu w Polsce przez Skarb Państwa oraz inne państwowe osoby prawne), rodzaj mienia publicznego. Koncepcja państwa jako podmiotu prawa cywilnego  wywodzi się z rozróżnienia w starożytnym Rzymie majątku publicznego (aerarium) i prywatnego majątku cesarza (fiscus). W porządku prawnym funkcjonuje w tej roli, w zależności od kraju, jako korporacja prawa publicznego, albo jako osoba prawna sui generis pozbawiona organów, których rolę spełniają wówczas stationes fisci.

## Forma
W zależności od państwa, jego lokalnego pojmowania, ustroju oraz tradycji, osoba prawna stanowiąca jego cywilnoprawną personifikację jako podmiotu prawa, może przyjmować różne nazwy:
- w przypadku Wielkiej Brytanii oraz każdego z pozostałych królestw wspólnotowych, jest nią Korona (the Crown), jednoosobowa korporacja publicznoprawna uosabiana przez osobę władcy jako suwerena danego królestwa, której majątek jest odrębny od prywatnego majątku monarchy[1][2];
- we Francji jest nią po prostu Państwo (l'État) jako takie[3];
- w Niemczech będących  państwem federacyjnym, osobowość prawną posiadają osobno: Związek, in. Federacja (der Bund) oraz każdy z krajów związkowych (die Bundesländer)[4][5];
- w Polsce, zgodnie z art. 34. Kodeksu cywilnego[6], cywilnoprawnym uosobieniem państwa jest Skarb Państwa,  osoba prawna sui generis pozbawiona organów, jako że rolę ich spełniają  stationes fisci.